# Vilda Ciurlo

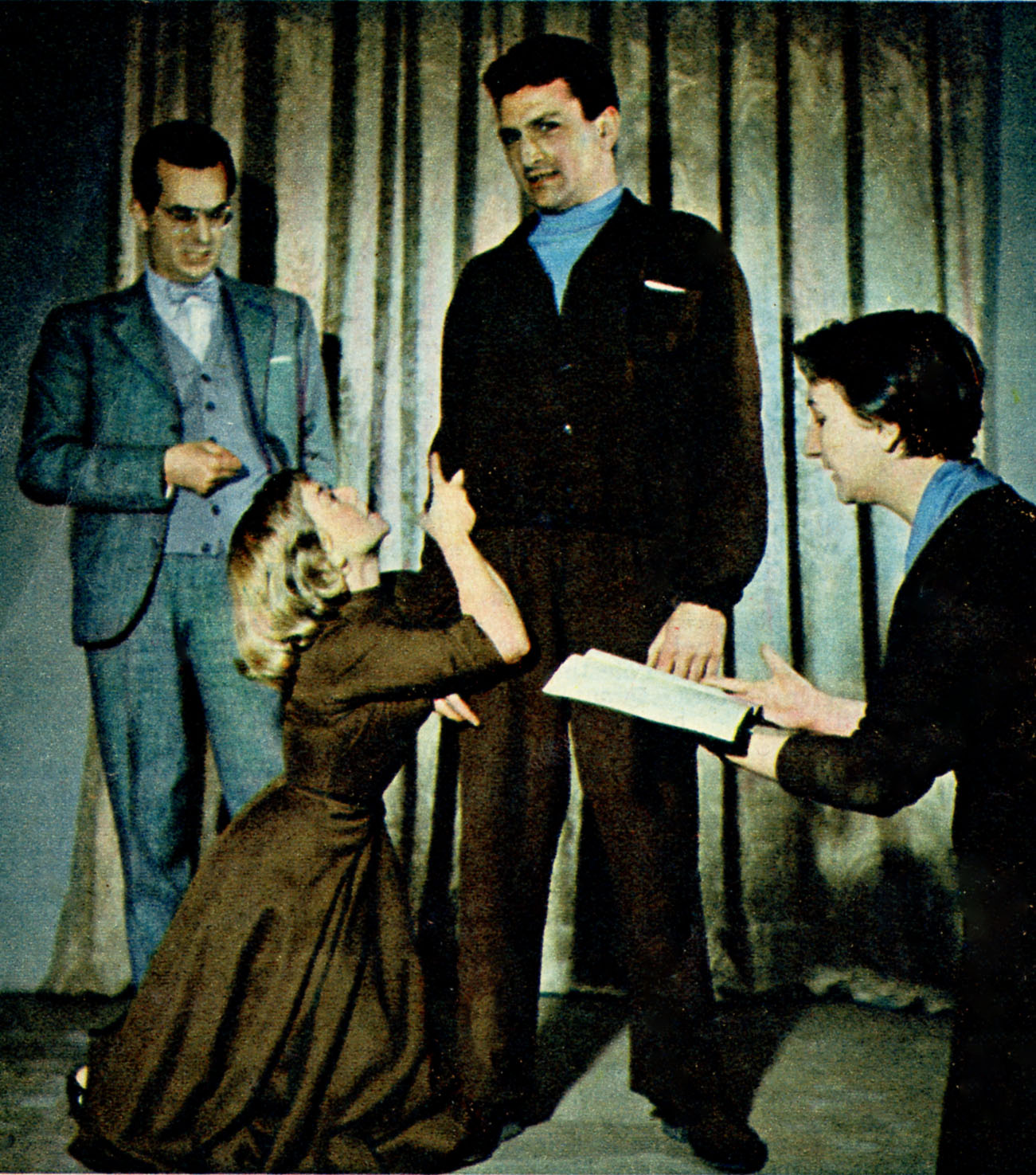
Vilda Ciurlo a destra durante una lezione di recitazione con Gabriella Andreini, Osvaldo Ruggieri e il maestro Orazio Costa (1956)

Vilda Ciurlo, nome d'arte di Adevilda Maria Ciurlo (Genova, 3 giugno 1928 – Genova, 1º dicembre 2003), è stata una regista, drammaturga e attrice italiana, esponente del Teatro sperimentale e femminista degli anni '70.

## Biografia
Le sue prime esperienze teatrali risalgono ai primi anni '50 quando, poco più che ventenne, entra a far parte del CUT (Centro universitario teatrale) di Genova fondato da Vito Molinari e Francesco Della Corte. È qui che matura la sua passione per il teatro e in particolare per la regia; si trasferisce a Roma per frequentare l'Accademia nazionale d'arte drammatica Silvio D'Amico. 
Si iscrive al corso di regia, unica donna, e studia dal 1954 al 1957 sotto la direzione di Orazio Costa; sarà la seconda allieva regista a conseguire il diploma, dopo Wanda Fabro diplomata nel 1938. Come saggio di diploma cura la messa in scena di Nostra Dea, commedia in quattro atti di Massimo Bontempelli interpretata da allieve attrici e allievi attori, tra loro Gianna Giachetti, Gian Maria Volonté, Umberto Orsini, Giuliana Lojodice.
Nel 1975 partecipa alle sperimentazioni didattiche del Liceo Sperimentale della Bufalotta di Roma, che tanta eco avranno sulla stampa e all'interno del dibattito pedagogico dell'epoca. Alla Ciurlo viene affidato un progetto interdisciplinare volto a promuovere le capacità espressive dei ragazzi, l'acquisizione di linguaggi non verbali, l'uso del corpo come efficace mezzo di comunicazione. Con gli allievi mette a punto un testo allo scopo di finalizzare l'intero lavoro a spettacolo teatrale e condividerne gli esiti. La pièce si intitola “Mica sarai femminista”, una feroce satira sulla figura femminile nella canzone italiana; la Ciurlo cura la drammaturgia e la regia, mentre gli arrangiamenti musicali sono di Meri Franco Lao. La satira non si limita alle canzonette di consumo, ma si rivolge anche alla pubblicità e ai numerosi luoghi comuni entrati nell'uso quotidiano, dove la misoginia, che caratterizza la figura della donna, è ampiamente espressa sia in forme esplicite che implicite. Lo spettacolo ottiene un grande successo: viene richiesto e rappresentato in molti teatri romani, non solo nelle salette sperimentali del Teatro Trastevere, dello Spazio Uno e del teatro la Maddalena, ma anche al Teatro Argentina, recitato a favore del Tribunale Russell.
Fa parte dell'associazione Isabella Andreini Comica Gelosa.

## Regie
Elenco parziale:

### Teatrali
- 1967, Est e Ovest vanno a Sud di Luigi Candoni[7].
- 1968, Il Fazzoletto, L'amante del Minotauro, Il pittore di Monaco (cabaret) di Mario Moretti.
- 1968, L'aria del largo e Il generale sconosciuto due atti unici di René de Obaldia.
- 1969, Teologia della Rivoluzione di Mario Moretti, con Giuseppe Vaccari.
- 1972, Le fiabe del Basile con Roberto Benigni.
- 1981, Discorso sull'inferiorità della rana e Perineometro svendesi di Vilda Ciurlo e Mari Lao, con Patrizia La Fonte.

### Radiofoniche
Ha curato la regia di numerosi radiodrammi per la Rai:
- 1970, Il fattore tempo, radiodramma di Arnold Yarrow[8].
- 1971, Jacques o la sottomissione di Eugène Ionesco.
- 1971, Storia per 24 ore di Guy Foissy.
- 1972, Il più piccolo amore del mondo, radiodramma di Gyàrfàs Miklòs.
- 1973, Il Giro del Mondo in 80 Giorni di Jules Verne. Compagnia di Prosa della RAI di Firenze. Con Warner Bentivegna e Paolo Poli.
- 1973, Le sorprese del divorzio di Alexandre Bisson e Antony Mars.
- 1973, Un uomo un Dio di Gabriel-Honoré Marcel.
- 1973, L'aiuola bruciata di Ugo Betti.
- 1973, La figlia obbediente di Carlo Goldoni.
- 1977, Ubu Re di Alfred Jarry.
- 1978, Elettra, di Hugo von Hofmannsthal.
- 1979, Prometeo di Andrea Bendini.

## Attrice
- 1957, nel ruolo di Madre di Nadija in Odore di terra di Siro Angeli, regia di Andrea Camilleri, adattamento di Luigi Di Gianni per la RAI[9].
- 1966, nel ruolo di Canterbury woman in Assassinio nella cattedrale di Thomas Eliot. Film diretto da Orazio Costa[10].
- 1980-1981, nel ruolo di Madge in Servo di scena di Ronald Harwood. Regia di Gabriele Lavia, con Umberto Orsini e Gianni Santuccio[11].

## Premi e riconoscimenti
- 1979, Premio IDI (Istituto drammatico italiano) per Ovalis[12] scritto con Meri Lao[13].
- 1984, Premio teatrale Sandro Giovannini (Rai 2) per un testo inedito di una commedia musicale: Punkenstein. Dieci uomini, cinque donne, un robot, coro e corpo di ballo. Venti testi di canzoni scritto con Patrizia La Fonte. (Un brano del testo).